# رونالد هولمبرغ
رونالد هولمبرغ (بالإنجليزية: Ronald Holmberg)‏ مواليد 27 يناير 1938 في بروكلين، نيويورك، الولايات المتحدة، هو لاعب كرة مضرب أمريكي سابق بدأ مسيرته كمحترف سنة 1968 وكان يلعب باليد اليمنى، اعتزل اللعب في 1973. أعلى تصنيف له في الفردي كان المركز الـ 7 في سنة 1960.

## روابط خارجية
- رونالد هولمبرغ على موقع رابطة محترفي التنس (الإنجليزية)
- رونالد هولمبرغ على موقع الاتحاد الدولي لكرة المضرب (الإنجليزية)
- رونالد هولمبرغ على موقع كأس ديفيز (الإنجليزية)
- رونالد هولمبرغ على موقع أرشيف التنس.كوم (الإنجليزية)
- رونالد هولمبرغ على موقع خلاصة التنس.كوم (الإنجليزية)